# غريس جارنر
غريس جارنر (بالإنجليزية: Grace Garner)‏ هي دراجة بريطانية، ولدت في 19 يونيو 1997.

## وصلات خارجية
- غريس جارنر على موقع الاتحاد الدولي للدراجات (الإنجليزية)
- غريس جارنر على موقع إحصائيات الدراجات الإحترافية (الإنجليزية)
- غريس جارنر على موقع نسبة الدراجات (الإنجليزية)